# Money (chanson)
Pour les articles homonymes, voir Money.
Singles de Pink Floyd
Free Four
(1972) Time / Us and Them
(1973)
Pistes de The Dark Side of the Moon
The Great Gig in the Sky Us and Them
Money est une chanson de Pink Floyd, parue sur l'album The Dark Side of the Moon. Sixième piste du disque, c'est la seule chanson de l'album à atteindre le top 20 dans les charts américains. Sur le disque vinyle original, elle ouvre la seconde face de l'album. Elle a été écrite par Roger Waters.
Bien que cette chanson soit l'une des conséquences de l'orientation vers le rock progressif du groupe Pink Floyd, elle ne fait pas partie de ce mouvement[pas clair]. On notera qu'elle apparaît dans le film The Wall, au moment de The Happiest Days Of Our Lives. Pink, le héros du film, se fait repérer par son professeur par son manque d'attention. Il explique alors qu'il écrivait des poèmes. Le poème, lu à haute voix sur le ton de la raillerie par le professeur, n'est autre que le second couplet de Money.

## Description musicale
Money est notable pour sa métrique. Les mesures sont dites "asymétriques", de 7 temps, constituées d'une demi-mesure à 3 temps, suivie d'une autre demi-mesure à 4 temps, l'ensemble joué en ternaire. La notation académique exacte est donc 9/8-12/8, (ou 21/8 si l'on néglige de préciser l'alternance 3 temps-4 temps). La partition originale, grossièrement retranscrite, est en 7/4, ce qui oblige à noter en triolets l'ensemble du morceau, ce qui est maladroit. La plupart des chansons rock sont en 4/4, ou 6/8, et la plupart des exceptions sont en 3/4 et 12/8. Pendant le solo de guitare, la chanson change en 12/8, revient en 21/8, et finit en 12/8 encore. Cela a été fait ainsi, car David Gilmour pensait qu'il serait trop compliqué et peu musical de créer un solo en 21/8. Le solo de saxophone, interprété par Dick Parry, est lui en 21/8. Les dernières mesures du morceau (Coda) passent même en 2 temps (6/8), confirmant la liberté que le groupe prenait envers les règles établies de la musique conventionnelle (changements de tempo, insertions de bruitages, de cris d'animaux, instruments non conventionnels, soli vocaux inharmoniques, voix parlées etc.).[Interprétation personnelle ?]
Avec All You Need Is Love des Beatles et Solsbury Hill de Peter Gabriel, Money est la seule chanson en 7 temps à avoir atteint la tête des hit-parades.

## Parution
La chanson ouvre la face deux de l'album The Dark Side of the Moon.
En 1975, elle paraît dans le disque Le Cadeau de la vie, la première édition d'albums caritatifs de l'UNESCO qui compile des chansons offerte par divers artistes français et internationaux tels Gilbert Bécaud, Salvatore Adamo, Edith Piaf ou Charles Trenet.

## Classements
| Classement (1973)              | Meilleure place |
| ------------------------------ | --------------- |
| Allemagne (Media Control AG)   | 49              |
| Autriche (Ö3 Austria Top 40)   | 10              |
| Canada (RPM Singles Chart)     | 18              |
| États-Unis (Billboard Hot 100) | 13              |
| France (IFOP)                  | 6               |

| Classement (1982)                   | Meilleure place |
| ----------------------------------- | --------------- |
| États-Unis (Mainstream Rock Tracks) | 37              |

## Interprètes
Pink Floyd
- David Gilmour - chant, guitare électrique
- Nick Mason - batterie
- Roger Waters - basse, effets sonores
- Richard Wright - piano électrique Wurlitzer

Musicien additionnel
- Dick Parry – saxophone ténor